# Июль
Ию́ль (лат. Julius — «месяц Юлия (Цезаря)») — седьмой месяц года, расположенный между июнем и августом, в юлианском и григорианском календарях, пятый месяц староримского года, начинавшегося до реформы Юлия Цезаря с марта. Один из семи месяцев длиной в 31 день. Это, в среднем, самый тёплый месяц года на большей части Северного полушария Земли (где июль является вторым месяцем лета), и самый холодный месяц года на большей части Южного полушария (где июль — второй месяц зимы).

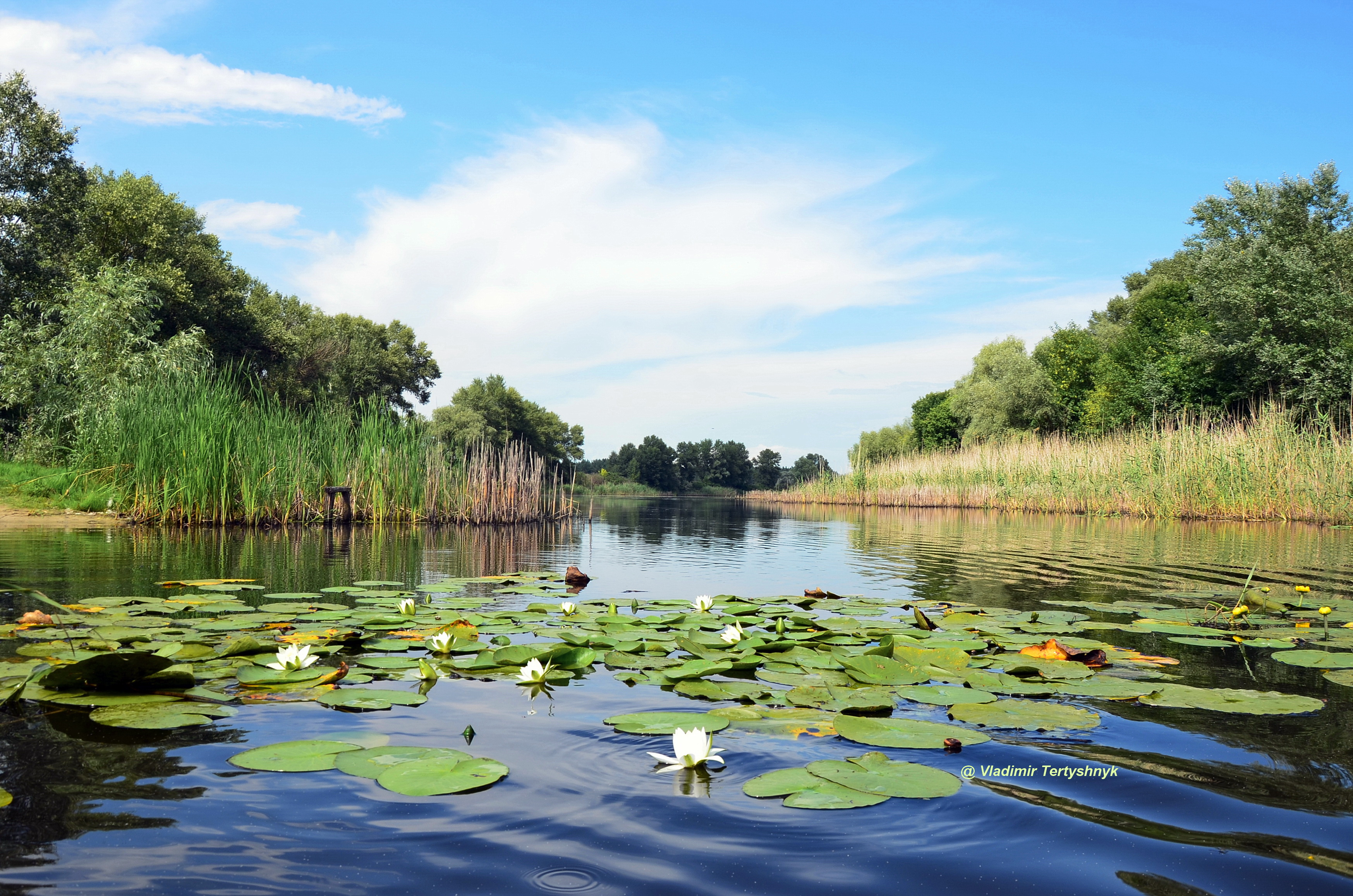
Июль

В современную эпоху до 20 июля по григорианскому календарю солнце находится в созвездии Близнецов, с 20 июля — в созвездии Рака.

## Статистика и описание

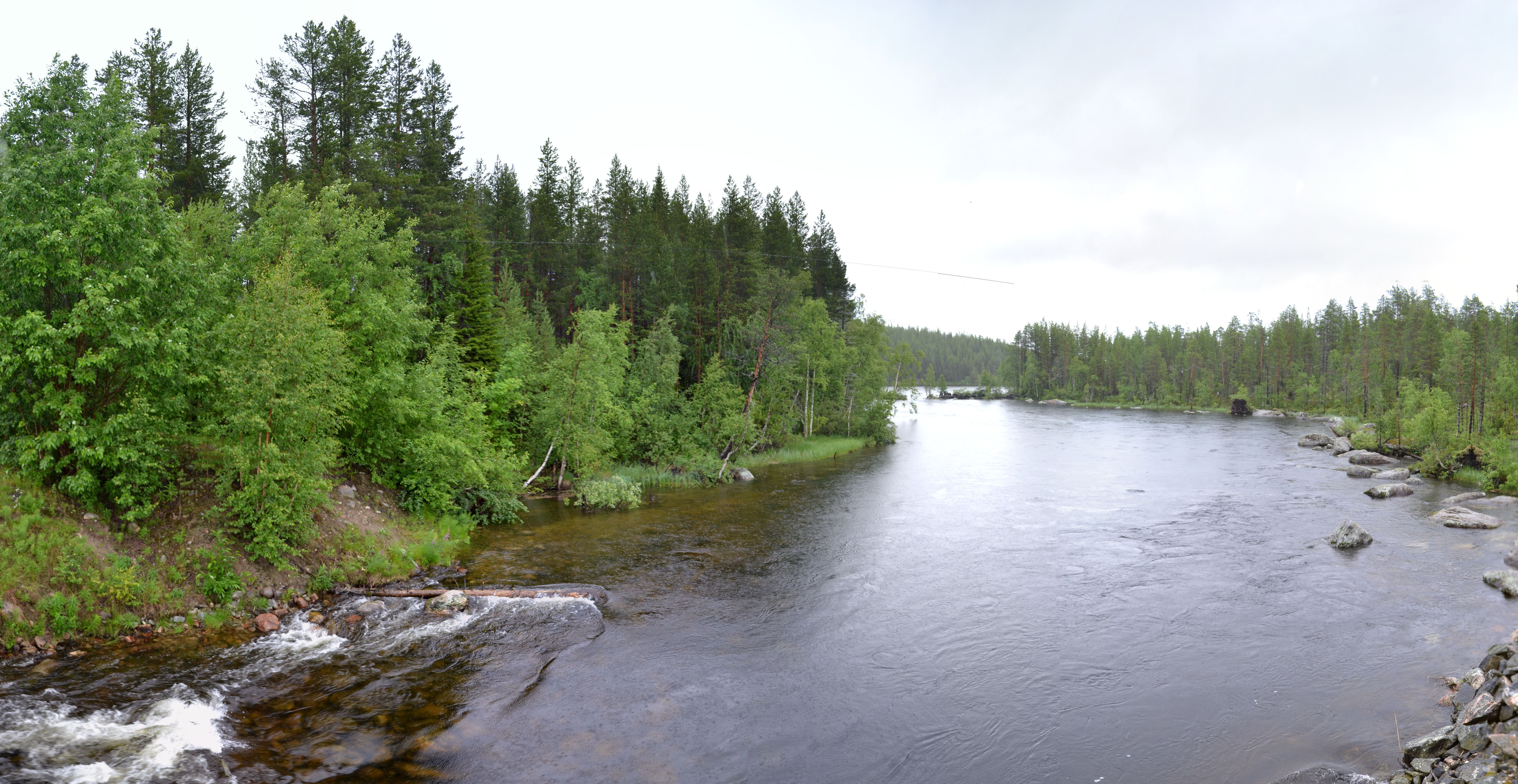
Июль на реке Колвица

В первой трети месяца зацветает липа, во второй половине — цветёт картофель и убирают озимую рожь. В Средние века последние пять дней июля считались поворотом к осени, в виде холодных утренников, которые могли угрожать даже заморозками. 28 июля 1601 года в Москве выпадал снег и случился мороз..

## История и этимология

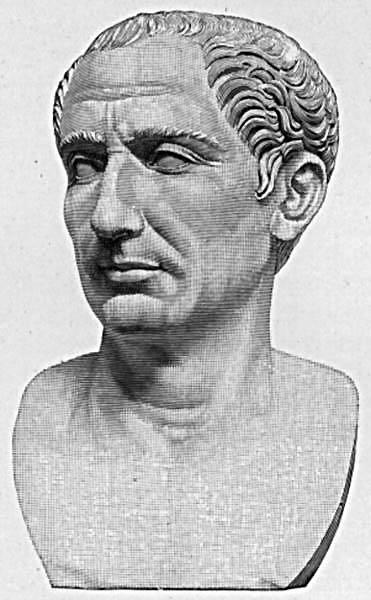
Гай Юлий Цезарь

Первоначально месяц назывался Quintilis (лат. quintus — «пять»; иногда Quinctilius). В 45 г. до н. э. был переименован в честь Гая Юлия Цезаря, который в этот месяц родился.
Исторические европейские названия июля включают его старофранцузское обозначение Juignet («маленький июнь») и древнегерманское название, Heumonat («месяц сена»), так как на июль падает конец сенокоса. В древнерусском календаре (до утверждения христианства) месяц назывался червен (собирали червеца), также липец (зацветала липа), в народных месяцесловах также — страдник, сенозарник, грозник, сладкоежка. Народное прозвание — макушка лета, дословно соответствует кельтскому gorphenhaf.
Название июля (в церковных книгах иулий) перешло на Русь из Византии.
В римско-католической церкви месяц посвящён памяти Игнатия Лойолы, основателя ордена иезуитов.

## На других языках

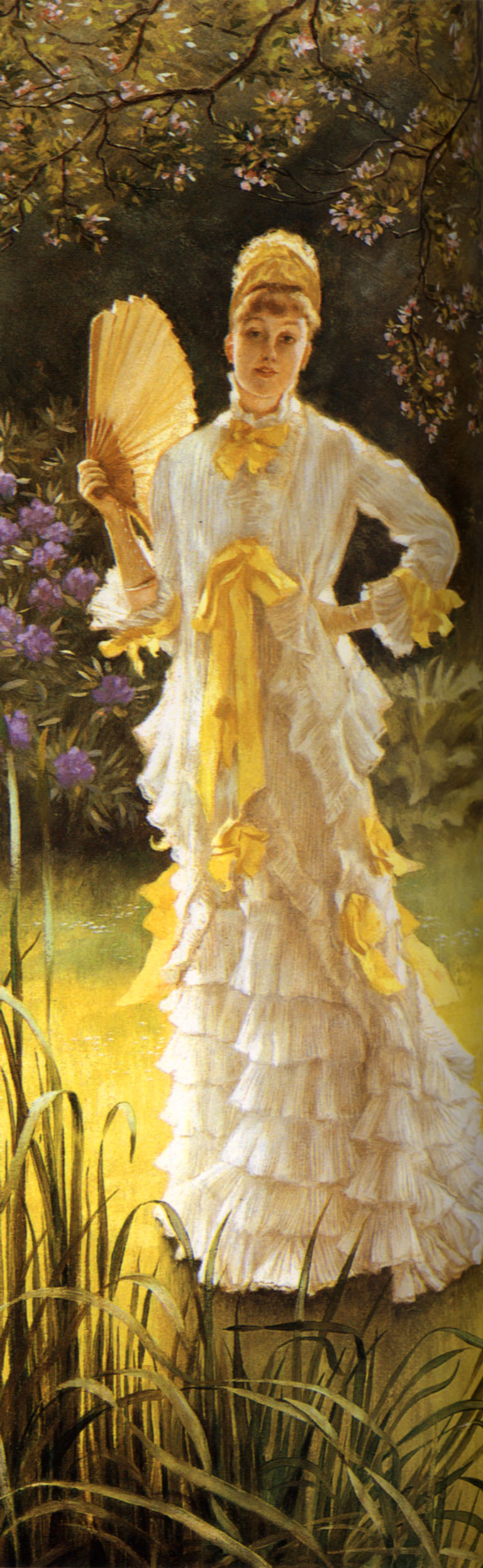
«Июль» (Джеймс Тиссо, ок. 1878 г.)

В большинстве языков Европы название июля соответствует латинской традиции. Однако есть несколько исключений.
На финском языке месяц называется heinäkuu, то есть «месяц травы», поскольку происходила заготовка сена на зиму для домашнего скота. На чешском языке июль называется červenec по аналогии с červen — «июнь», то есть «маленький июнь». На хорватском июль — srpanj, от слова — «серп», начиналась жатва. Липа, которая зацветала в это время, по времени — позднее остальных деревьев, дала название июлю в литовском и славянских языках: украинский — липень, белорусский — ліпень, польский — lipiec, литовский — liepa (буквально — «липа»).
Турецкое наименование месяца — Temmuz — следует древней ближневосточной традиции, имея корнем шумерское слово, заключающее имя древнего бога Таммуза.
В современных китайском и японском языках июль обозначен как «седьмой месяц».

## Июль в других календарях
- Во французском республиканском календаре длится с 13 мессидора до 13 термидора.
- В вавилонском календаре приходится на месяцы дуузу и абу.
- В коптском календаре приходится на эпип и, в настоящее время, на паони.
- В древнеиндийском календаре приходится на ашадха и шравана.
- В календаре майя июль начинается 11 кумху после длится весь вайеб и заканчивается 16 поп.
- В иранском календаре с 10 тира по 9 мордада.
- В еврейском календаре приблизительно соответствует аву.
- В китайском календаре длится с середины сячжи, на протяжении сяошу и дашу, а также до середины лицю.

## Международные дни
- 6 июля (первая суббота июля) — Международный день кооперативов (ООН).
- 11 июля — Всемирный день народонаселения (ООН).
- 15 июля — Всемирный день навыков молодёжи (ООН)[7].
- 18 июля — Международный день Нельсона Манделы (ООН)[8].
- 28 июля — Всемирный день борьбы с гепатитом (ВОЗ).
- 28 июля — Всемирный день сохранения мангровых систем (ЮНЕСКО)[9].
- 30 июля —
  - Международный день дружбы (ООН).
  - Всемирный день борьбы с торговлей людьми (ООН)[10].

## Памятные дни
- 6 июля — День казни Яна Гуса в Чехии[11]
- 7 июля — День победы русского флота над турецким флотом в Чесменском сражении (1770 год)[12].
- 10 июля — День победы русской армии под командованием Петра Первого над шведами в Полтавском сражении (1709 год)[12].
- 15 июля — Невская битва
- Последнее воскресенье июля —
  - День Крещения Руси
  - День Военно-морского флота в России

## Праздники

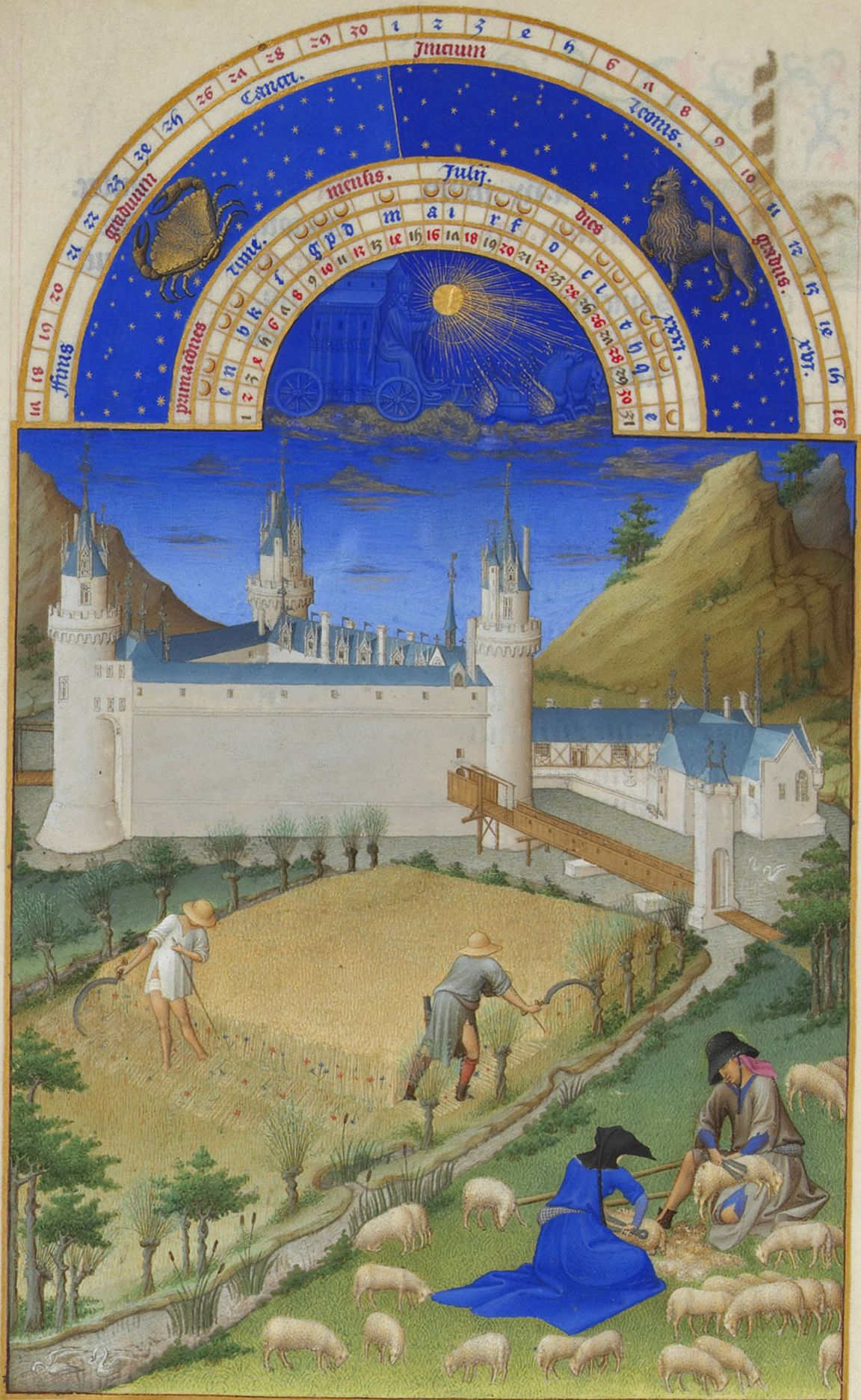
«Июль» (Великолепный часослов герцога Беррийского, 1410—1490-е)

Всего в июле, официально и неофициально, отмечается не менее 179 праздников. Наиболее важные из них:

### Международные
- Первая суббота месяца — Международный день Днепра в Белоруссии, России и Украине[источник не указан 1356 дней]
- 2 июля — Международный день спортивного журналиста (учреждён Международной ассоциацией спортивной прессы).
- 20 июля — Международный день шахмат (учреждён Международной шахматной федерацией)
- 31 июля — День африканской женщины (учреждён Всеафриканской конференцией женщин в Дар-эс-Саламе, 1962)[13][14]

### Российские
- Первое воскресенье июля — День работников морского и речного флота в России.
- 3 июля — День работника Госавтоинспекции в России[15].
- второе воскресенье июля —
  - День рыбака
  - День российской почты
- третье воскресенье июля — День металлурга.
- 25 июля — День сотрудника органов следствия Российской Федерации.
- последняя суббота июля — День работника торговли.

### Национальные
- 1 июля —
  - День независимости Бурунди
  - День республики Ганы
  - День Канады (главный государственный праздник Канады, день объединения доминионов)
  - День независимости Руанды
- 3 июля — День независимости Республики Беларусь
- 4 июля — День независимости США
- 5 июля —
  - День независимости Алжира
  - День независимости Венесуэлы
  - День независимости Кабо-Верде
- 6 июля — День независимости Малави
- 7 июля — День независимости Соломоновых Островов
- 9 июля —
  - День независимости Аргентины
  - День независимости Южного Судана
- 10 июля — День независимости Багамских Островов
- 12 июля —
  - День независимости Кирибати
  - День независимости Сан-Томе и Принсипи
- 13 июля — День государственности в Черногории
- 14 июля — День взятия Бастилии (Франция)
- 19 июля — День революции в Никарагуа
- 20 июля — День независимости Колумбии
- 21 июля — Национальный день Бельгии
- 25 июля — День республики в Тунисе
- 26 июля —
  - День национального восстания на Кубе.
  - День независимости Либерии.
  - День независимости Мальдив
- 28 июля — День независимости Перу
- 30 июля — День независимости Вануату

### Русские народные
- 1-12 июля — Сенокос
- 7 июля — Иван Купала
- 12 июля — Мирская свеча (Петров день)
- 14 июля — Летние Кузьминки
- 21 июля — Казанская летняя
- 26 июля — Гаврила Летний
- 30 июля — Марина лазоревая (Зори с пазорями, Марина с Лазарем)

### Религиозные
- 7 июля — Рождество Пророка, Предтечи и Крестителя Господня Иоанна
- 12 июля — Славных и всехвальных первоверховных апостолов Петра и Павла